# Бородник
Бородник (лат. Jovibarba; буквально «борода Юпитера») — род суккулентных растений семейства толстянковые (Crassulaceae). По современной классификации все виды включены в род молодило.

## Ботаническое описание
Многолетний монокарпик с полусферической розеткой размером до 5 см и цветоносом высотой до 20 см. Шестилепестковые (редко 7) цветки, имеющие форму колокола, обычно бледно-зеленоватые, жёлтые, размером в 1 см. Зацветают на третий год после посадки, летом.
Прямостоячие лепестки с небольшой каймой по краям желтого, бледно-желтого или беловатого цвета. Тычинки от желтоватых до белых.
Число хромосом 2n=19.

## Распространение и среда обитания
Растение предпочитает солнечные места с песчаной или глинистой почвой.
В Европе распространён в горных районах Центральной и Юго-Восточной Европы (Альпы, Карпаты). В России ареал рода простирается от северо-запада до центральной части России.

## Таксономия
Название рода было впервые использовано Огюстеном Пирамом де Кандолем в 1828 году. Классификация таксонов подвергалась постоянным изменениям, что привело к появлению некоторых однотипных синонимов. В 1852 году Филип Максимилиан Опиц вновь возвёл Jovibarba в ранг рода, но сейчас многие специалисты отвергают это мнение из-за незначительных различий в морфологии цветка и фитохимического сходства . Тем не менее, существует также мнение рассматривать род Jovibarba как самостоятельный, и эта классификация до сих пор вызывает споры в научных публикациях.
В 1980 году, для межродовых гибридов Sempervivum и Jovibarba Гордон Дуглас Роули предложил обозначение ×Jovivum. Такие гибриды могут быть получены искусственно и вряд ли возникнут естественным путем. О гибридизации между Sempervivum heuffelii и Sempervivum marmoreum сообщалось лишь однажды. Такие гибриды, вероятно, не могут долго существовать в природе. Из культивирования известен искусственно созданный гибрид между Sempervivum globiferum subsp. hirtum и Sempervivum montanum, который имеет низкий процент фертильной пыльцы.